# Luís Angel Caffarelli
Luís Angel Caffarelli (* 8. prosince 1948 v Buenos Aires) je argentinský matematik, zabývající se oblastí parciálních diferenciálních rovnic a jejich aplikací. Je členem Národní akademie věd Spojených států (od 1991) a Papežské akademie věd (nominován 1994).